# Minthodes picta
Minthodes picta är en tvåvingeart som först beskrevs av Zetterstedt 1844.  Minthodes picta ingår i släktet Minthodes och familjen parasitflugor. Arten är reproducerande i Sverige. Inga underarter finns listade i Catalogue of Life.